# Землянський провулок
Земля́нський провулок — провулок у Печерському районі міста Києва, місцевість Звіринець. Пролягає від Ломаківської вулиці до тупика.

## Історія
Провулок виник у 1-й половині XX століття як частина Землянської вулиці. Відокремлений під сучасною назвою у 1940 році.